# (5982) Polykletus
(5982) Polykletus ist ein Asteroid des Hauptgürtels, der am 13. Mai 1971 von dem niederländischen Astronomenehepaar Cornelis Johannes van Houten und Ingrid van Houten-Groeneveld entdeckt wurde. Die Entdeckung geschah im Rahmen der 1. Trojaner-Durchmusterung, bei der von Tom Gehrels mit dem 120-cm-Oschin-Schmidt-Teleskop des Palomar-Observatoriums aufgenommene Feldplatten an der Universität Leiden durchmustert wurden, elf Jahre nach Beginn des Palomar-Leiden-Surveys.
Der Asteroid wurde nach dem bedeutendsten griechischen Bildhauer der griechischen Antike Polyklet (* um 480 v. Chr. in Argos oder Sikyon; † gegen Ende des 5. Jahrhunderts v. Chr.) benannt, der in den Jahren um 460 v. Chr. bis 420 v. Chr. zahlreiche Bronzestatuen schuf, die noch Jahrhunderte nach seinem Tod gerühmt wurden.